# 清西陵

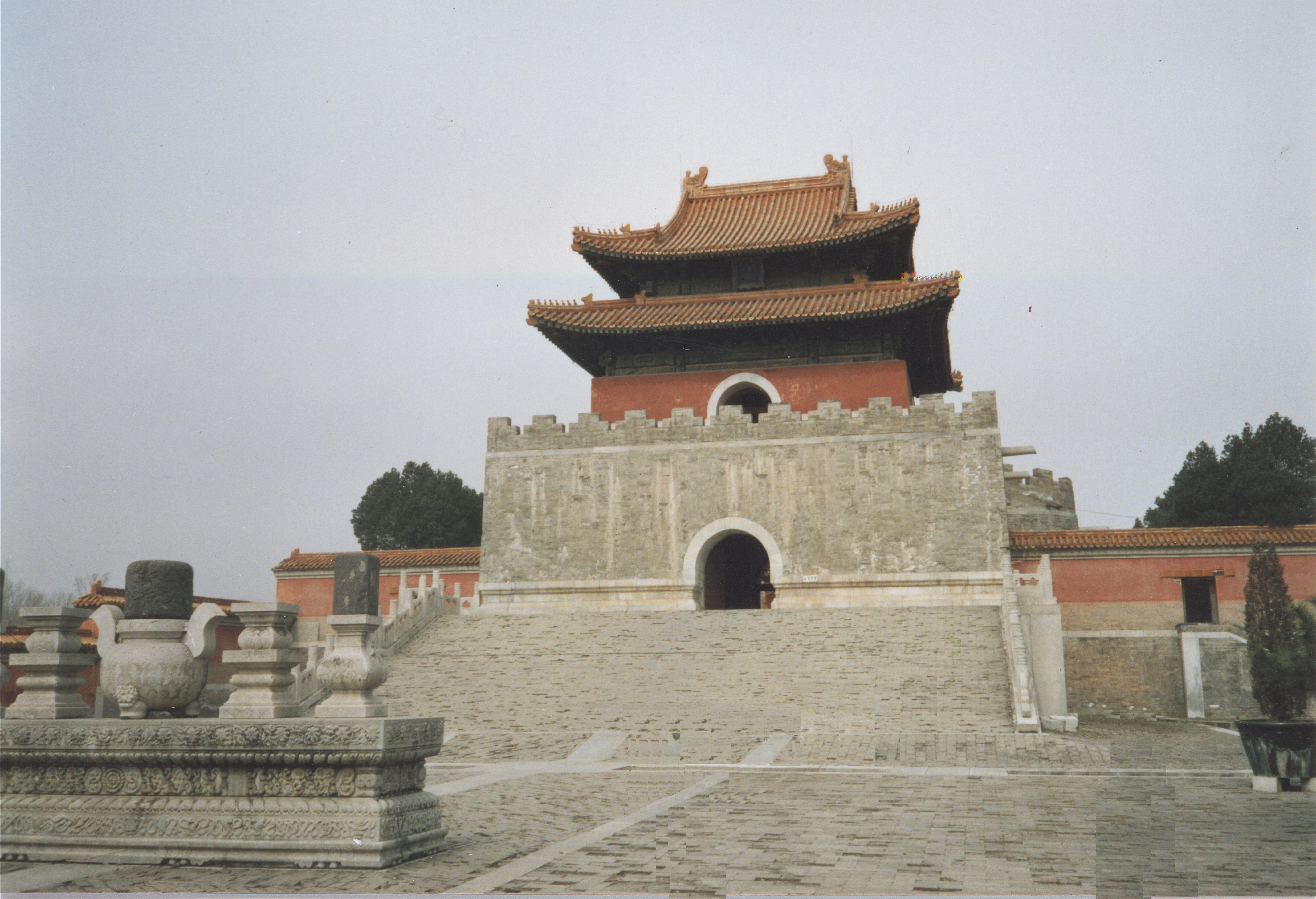
泰陵

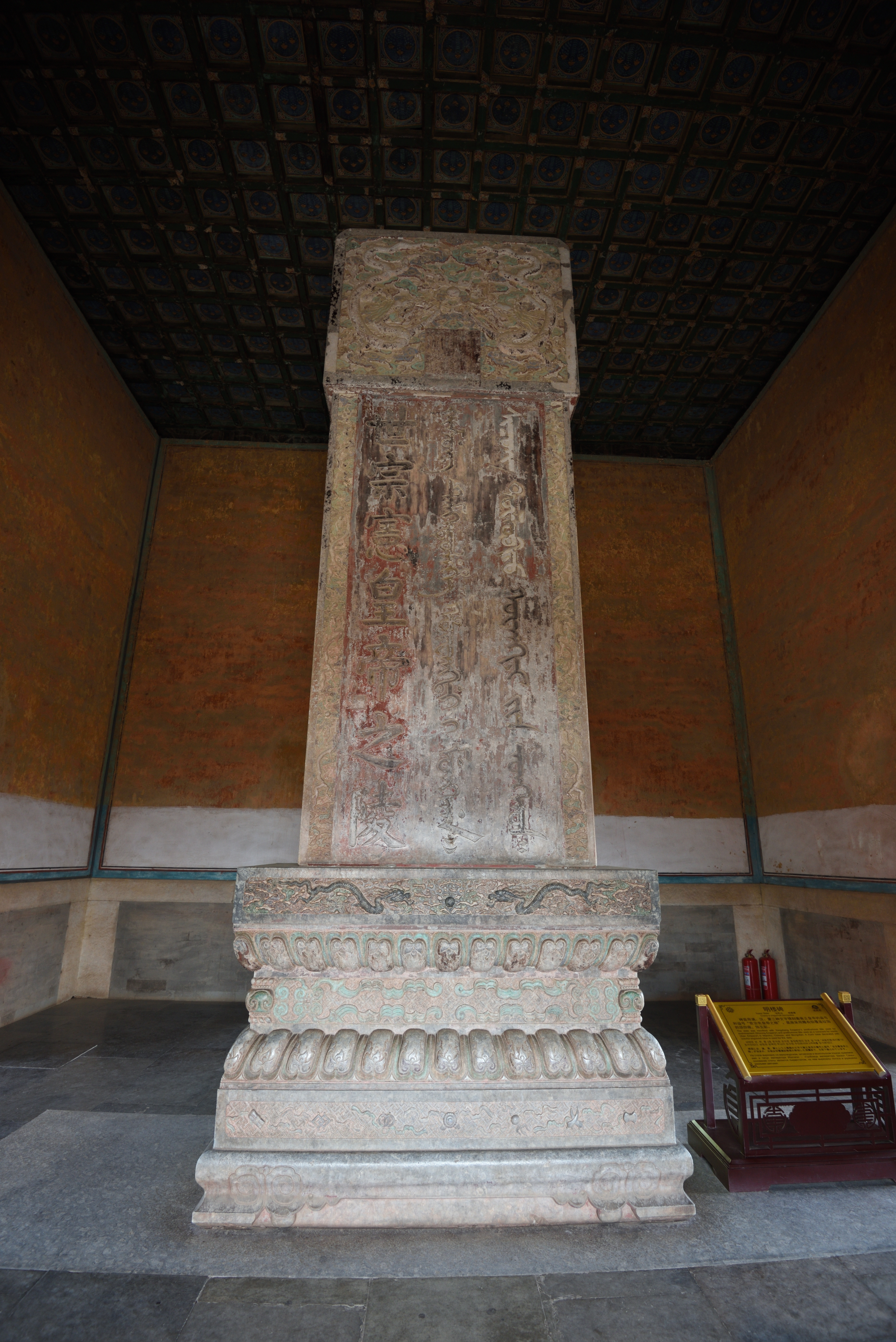
世宗憲皇帝（雍正帝）の陵。満洲語、モンゴル語、漢文で書かれている。

清西陵（しんせいりょう、満洲語: ᠸᠠᡵᡤᡳ
ᡝᡵᡤᡳ
ᠮᡠᠩᡤᠠᠨ、転写:wargi ergi munggan、英: Western Qing Tombs, 拼音: Qīng Xī Líng）は、中国河北省保定市易県に位置する、雍正帝の泰陵、嘉慶帝の昌陵、道光帝の慕陵、光緒帝の崇陵など4人の皇帝陵や皇后陵、側室のための妃園寝などで構成される清朝皇室の陵墓群。河北省遵化市の清東陵などとともに明・清王朝の皇帝墓群として、2000年にユネスコの世界遺産（文化遺産）に登録された。中国の5A級観光地（2019年認定）。
清西陵には宣統帝溥儀の陵墓も造営される予定だったが、辛亥革命により工事が停止し、完成することはなかった。1995年に西陵に隣接する民間墓地「華龍皇家陵園」の経営者が、墓地の知名度を上げる目的で、溥儀の最後の夫人李淑賢に溥儀の墓を造ることを提案し、それに同意した李淑賢によって同民間墓地内に溥儀の墓が造られた。